# Italia ai X Giochi olimpici invernali
L'Italia partecipò ai X Giochi olimpici invernali, svoltisi a Grenoble, Francia, dal 6 al 18 febbraio 1968, con una delegazione di 47 atleti, 8 dei quali donne. L'Italia chiuse questa edizione al terzo posto con quattro medaglie d'oro.

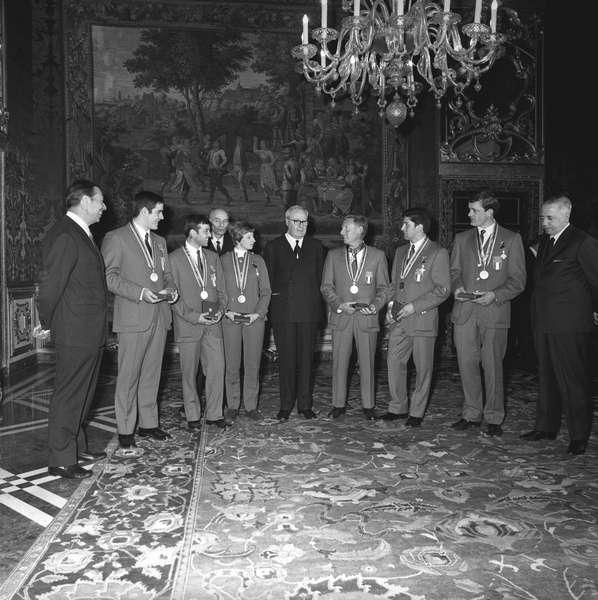
I vincitori della medaglia d'oro alle olimpiadi invernali del 1968 ricevuti dal presidente della Repubblica Giuseppe Saragat, accompagnati dal ministro Achille Corona e dal presidente del CONI Giulio Onesti, 1968

## Medagliere

### Per discipline
| Sport        | Oro | Argento | Bronzo | Totale |
| ------------ | --- | ------- | ------ | ------ |
| Bob          | 2   | 0       | 0      | 2      |
| Sci di fondo | 1   | 0       | 0      | 1      |
| Slittino     | 1   | 0       | 0      | 1      |
| Totale       | 4   | 0       | 0      | 4      |

### Medaglie
| Medaglia | Atleta                                                          | Sport        | Evento                 |
| -------- | --------------------------------------------------------------- | ------------ | ---------------------- |
| Oro      | Eugenio Monti Luciano De Paolis                                 | Bob          | Bob a due maschile     |
| Oro      | Eugenio Monti Luciano De Paolis Roberto Zandonella Mario Armano | Bob          | Bob a quattro maschile |
| Oro      | Franco Nones                                                    | Sci di fondo | 30 km maschile         |
| Oro      | Erika Lechner                                                   | Slittino     | Singolo femminile      |